# ゴードン・ゴロプ
ゴードン・マックス・ゴロプ(Gordon Max Gollob、 1912年6月16日-1987年9月8日)は、第二次世界大戦において1938年から1945年に活躍したドイツ空軍のエース・パイロットである。最終階級は大佐。27名しかいないダイヤモンド柏葉剣付騎士鉄十字章の受勲者の一人であり、45年には罷免されたアドルフ・ガーランドに代わって戦闘機隊総監に任命された。出撃回数340回、撃墜機数150機。その内、144機は東部戦線で記録されたものである。赤軍機の他に、ポーランド空軍機1機、イギリス空軍機5機撃墜。また、戦闘中にゴロプが失った僚機パイロットは全戦績を通じて一人のみであり、それも不測の事態による墜落で彼の責任ではなかった。ゴロプは航空史上で初めて150機撃墜を達成したパイロットであった。

## 幼少期
ゴロプは、1912年6月12日にオーストリアのウィーンで生まれた。33年にグラーツの兵学校生徒としてオーストリア空軍に入隊し、翌年には飛行訓練を修了した。そして教育中隊(Schulstaffel A.)の指揮官となる。1938年にオーストリアがドイツに併合されると、ゴロプはそのまま中尉としてドイツ空軍（ルフトバッフェ）に編入された。1939年3月15日、彼はBf110を中心とした第76駆逐航空団第1飛行大隊第3中隊（3./I./ZG76）に配属された。

## 第二次世界大戦
1939年9月1日、ポーランド侵攻および「白」作戦（ポーランド侵攻計画の作戦名）が実行されると、ZG76はポーランド国境沿いに配置され同作戦に加わった。ゴロプは初撃墜をポーランド上空であげ、ドイツ湾（ヘルゴラント・バイト）の戦い（1939年時のイギリス空軍によるドイツ本土空襲）でも1機撃墜の戦果を挙げた。
1940年4月8日、ゴロプはZG76第1飛行大隊第3中隊長（3./I./ZG76）に昇進する。同隊はヴェーザー演習作戦に参加しており、彼はノルウェー上空でさらに2機を撃墜し、エース・パイロットとなった。40年に起こったバトル・オブ・ブリテンでは、スピットファイアを撃墜する。これがゴロプの西側連合軍機の最後の撃墜となった。その頃には夜間飛行の訓練も受けており、9月7日をもって第3戦闘航空団第2飛行大隊(II./JG3)に配属された。JG3はイギリス海峡の戦線に加わっており、ゴロプはここでBf109に機種転換をしている。10月9日、ゴロプはJG3第2飛行大隊第4中隊長（4./II./JG3）へ昇格した。
1941年に同隊は東部へ移り、バルバロッサ作戦に参加した。6月22日に作戦は実行され、その数日後の6月27日にゴロプはJG3第2大隊長（II./JG3）に任じられると共に、大尉に昇進した。ゴロプはソ連空軍に対して優位に戦闘を進め、8月中だけで18機を撃墜している。9月18日には、42機撃墜という戦果に対して騎士鉄十字章が与えられた。10月にはひと月で37機を撃墜するという偉業を達成している。その内9機は10月18日の一日で達成されたものであった。10月26日には柏葉騎士鉄十字章を受章し、その頃には撃墜数は85機に達していた。11月20日まで大隊長として任務を全うした後、それまでに上層部に提出してきたBf109の改良案に対する返答として、ゴロプは前線から引き抜かれレヒリンの試験部隊へと異動した。
1942年3月13日から第54戦闘航空団（JG54）の航空団本部附小隊（stab./JG54）にしばらく勤務した後、ゴロプはアドルフ・ガーランドの推挙により、少佐任官と共に42年5月16日付で第77戦闘航空団司令（JG77）に就任した。JG77の任務はクリミア半島のケルチ海峡上空で行われていた戦闘を支援することであり、激戦空域でもあった。JG77には、有能な戦闘機パイロットとしてゴロプの他にJG77第1大隊長（I./JG77）のオスカー＝ハインリヒ・ベール（ハインツ・ベーア）がおり、両名の指揮下においてケルチからタマラにかけての制空権を掌握することに成功した。しかしこの間、規律励行のナチス信奉者であるゴロプと反権威主義者のベールはそりが合わず、互いの敵愾心が激しい競争を招いている。5月20日にはゴロプの撃墜数は100機に達し、6月23日には柏葉剣付騎士鉄十字章を授章された。授与された時にはすでに、撃墜数は107機にまで伸びていた。その2ヶ月後の8月29日にゴロプは150機撃墜を達成し、当時のドイツ空軍における最高撃墜数を記録した。これを称えて、同日にドイツ全軍で3人目のダイヤモンド柏葉剣付き騎士鉄十字章を授与された。
JG77のあるパイロットはゴロプの空戦方法をこう表現している。「ゴロプは僚機と共にケルチから飛んだ。ロシアの編隊の真下を低空飛行して、そこからスパイラル上昇をはじめた。敵の編隊の真下を慎重に保っていた。その編隊の一番下を飛んでいた2機が撃墜されても、ロシア人はその危機に気づきもせず平和に飛んでいた。2人はそのまま飛び去った」 。また、ある同僚の将校はゴロプについてこう評している。「……物腰は洗練されており、でしゃばることもなく控えめに降る舞ってはいたが、同時に、自分に確固たる自信があり、はっきりしたものの考え方をする人物だった」
1942年10月1日、大佐となったゴロプはガランドの指示により英仏海峡戦線を担当していた第3方面戦闘機隊司令官（Jagdfliegerführer 3）に任命され、同月15日には駐ドーヴィルの第5方面戦闘機隊司令官（Jagdfliegerfuhrer 5）に任じられた。これは、フランス北西部の全戦闘機部隊の戦術指揮に責任を負う要職であった。1943年秋、レーダーの実用性を認識したゴロプは、第2戦闘航空団の5機のFw190にネプトゥーンJ後方警戒用機上レーダーを装備するよう独断で命令し、世界初の“全天候型戦闘機”を誕生させている。
その後1944年4月まで同職にあったが、ガランドからジェット機開発計画への助言が求められたことにより、1944年4月1日ゴロプは戦闘機隊総監アドルフ・ガーランドの総監幕僚として私的なアドバイザーとなった。しかし、彼は後にガーランドとは不和になった。11月にはアルデンヌ攻勢を仕掛けるため特別本部の指揮官に任命された。45年1月には、戦闘機隊司令たちによるゲーリング空軍総司令官の弾劾、いわゆる「戦闘機隊の反乱」と呼ばれる事態が発生しガーランドが罷免されたことから、ゴロプが戦闘機隊総監となった。

## 評価
世界大戦を最初から最後まで戦い抜き、その中で示した撃墜戦果はかれが超一流の戦闘機パイロットであることを如実に示している。一方で熱心なナチス信奉者であり、また尊大な印象や異常なまでの競争心故に、当時の同僚からの評価は決して高くはない。ヨハネス・シュタインホフは、2000年2月の「World War 2 Magazine」に初めて載ったインタビューにおいてこう述べている。
「ううん、こういう話になったら、ゴロプのことばかりになってしまう。彼をリーダーとして向った先のことごとくで損害が積み重なったよ。まるで先の大戦でのゲーリングのようだった。ゴロプは部隊の長を能力で決めていたんじゃない、どれだけナチスに忠誠心を持っているかで決めていた。そんな人間、ドイツ空軍にはほとんどいやしなかったのに」

## 戦後
降伏して捕虜となったのち、釈放されたゴロプは航空雑誌への寄稿や講義で生計を立てた。一方で戦後も極右勢力との縁は切れず、1948年にはオーストリア独立連合（オーストリア自由党の前身）の代表となる。1951年からは自動車やエンジンをつくる会社で働き始めた。妻との間には2人の息子と1人の娘をもうけた。1987年9月7日、ニーダーザクセン州ズーリンゲンで死去。